# Liechtenstein ai XVI Giochi olimpici invernali
Il Liechtenstein partecipò ai XVI Giochi olimpici invernali, svoltisi ad Albertville, Francia, dall'8 al 23 febbraio 1992, con una delegazione di 7 atleti impegnati in due discipline.